# Хикару Накамура
Хикару Накамура (ヒカル・ナカムラ (на катакана), 中村 光 (на канџи), рођен 9. децембра 1987) је амерички шаховски велемајстор. 
Он је петоструки шаховски шампион Сједињених Америчких Држава, 2011. је освојио А групу на турниру у Вајк ан Зеу и представљао је Сједињене Државе на пет Шаховских олимпијада, тако освојивши за тим златну и две бронзане медаље. Такође је написао књигу о муњевитом шаху названу Bullet Chess: One Minute to Mate.
Његов највећи ФИДА рејтинг био је 2816, са којим је био други на свету. Када је ФИДА почела да објављује рејтинге у убрзаном шаху (у блицу и рапиду), Хикару је био постављен као првак света у обе категорије.

## Младост
Накамура је рођен у граду Хиракати, у префектури Осаке, у Јапану. Мајка му је Американка, а отац Јапанац. Када је имао две године, његова породица се сели у Сједињене државе. Хикаруови родитељи се разводе када је он имао три године. Почео је да игра шах са седам година, а учио га је очух.
Са десет година, Накамура је постао најмлађи играч који је добио титулу у Шаховском савезу САД. 2003. године, Хикару Накамура гарантује себи репутацију „чуда од детета”, поставши најмлађи Американац који је освојио титулу саховског велемајстора са напуњених 15 година и 79 дана, тако оборивши рекорд Бобија Фишера, да би му касније тај рекорд „одузео” Фабиано Каруана 2007. године.

## Шаховска каријера
Априла 2004. године, Хикару осваја четврто место у Б групи на турниру у Вајк ан Зеу. Накамура се квалификовао на ФИДА Светско Првенство 2004. године, и стигао до четврте рунде. Накамура осваја шаховски шампионат Сједињених Америчких Држава 2005. године, најмлађи који је то успео још од Фишера. Након ове победе, Накамура игра меч у Мексику са велемајстором Сергејем Карјакином и побеђује. Годину дана касније, са тимом Сједињених држава осваја бронзану медаљу на шаховској олимпијади. Исте године осваја северноамерички отворени турир у Лас Вегасу. Накамура 2007. године постиже друго место на мастерсу у Гибралтару, да би следеће године успео да га освоји. Понавља успех и осваја шампионат Сједињених Америчких Држава 2009. године. Исте године постаје шампион у Шаху 960. 2010. године игра на првој табли за САД на Светском Тимском Шампионату. Импресиван учинак, уз победу над Борисом Гељфандом, осваја му златну индивидуалну и сребрну тимску медаљу. У продужецима губи титулу првака Сједињених Држава 2010. године. У новембру 2010, Хикару учествује у Михаил Таљовом меморијалном турниру у Москви, који је по просечном рејтингу учесника био трећи најјачи турнир у историји. Завршио га је делећи четврто место и током овог турнира, Накамура се пласирао у топ 10 играча по рејтингу, по први пут у каријери. Накамура је на Светском првенству у блицу 2010. године освојио пето место. Хикару Накамура такмичи се 2011. године на турниру у Вајк ан Зеу, где су учествовали светски број 1- Магнус Карлсен, број два и бивши светски првак- Вишванатан Ананд, број три и тренутни шампион у блицу- Левон Ароњан, бивши шампион- Владимир Крамник, број 7 Александар Гришчук, првак Русије- Јан Непомнијачи, првак Кине- Венг Хао, Максим-Вашиер Лаграв, Алексеј Широв, Аниш Гири... Просечан ретинг био је 2740. Након тринаест рунди Накамура је био соло првак турнира, Што га је учинило првим Американцем још од 1980. године да освоји Вајк ан Зе. Рејтинг му је после овог турнира скочио на 2774 и он постаје 7 играч света, да би у јулу постао 6. По трећи пут осваја шампионат САД 2012. године. У јуну 2013. године, достиже блиц рејтинг од 2879, бивајући први у свету у тој категорији. Започиње 2014. годину као број 3 на ФИДА-овој листи, иза Карлсена и Ароњана. Накамуру престиже Весли Со 2015. године и тако он по први пу престаје да биде највише рангирани Американац. Након одличне игре у фебруару, он на мартовској ФИДА ранг листи бива број три са његовим рекордним рејтингом од 2798. Осваја и четврту по реду титулу Америчког шампиона у шаху. До краја године рејтинг му достиже чак 2814. Осваја Гибралтарски Фестивал другу годину заредом , освојио је турнир у Цириху и са САД осваја Шаховску олимпијаду 2016. године. Поново осваја Гибралтарски Фестивал 2017. године. У 2018. осваја друго место на шампионату убрзаног шаха на сајту chess.com, изгубивши само од Магнуса Карлсена у финалу. Такође осваја велику шаховску турнеју. У своју колекцију Хикару Накамура, 2019. године, убацује и пети трофеј шампионата Сједињених Америчких Држава.

## Остало о Накамури
- Осим његове снаге у класичном шаху, Хикару је познат као веома вешт у убрзаном шаху (рапид и блиц), и сматра се за једног од најбољих шахиста у убрзаном шаху на свету. Априла 2020. године био је рангиран као четврти на ФИДА рапид листи и први на ФИДА блиц листи.
- Хикару је познат у шаховској заједници по томе што често игра и стримује шах онлајн, најчешће на сајту chess.com. Његов „Твич” канал „GMHikaru”је веома популаран, априла 2020. на њему има преко 100 хиљада пратилаца. Његов канал на „Јутјубу” априла 2020. има такође преко 100 хиљада пратилаца.
- За Накамуру се сматра да је много више приступачан од других шахиста његовог калибра. На пример, одмах након освајања шампионата САД, он је одиграо једноминутне партије са свим посетиоцима лобија хотела у коме је турнир био одржан.[12]
- Накамура је краће време похађао Дикенсон Колеџ у Пенсилванији.
- Накамура ужива у игрању покера.
- Хикару Накамура је једини шахиста који је спонзорисан од стране Ред Була[13]

## Реферанце
1. ↑  „Nakamura, Krush Crowned 2015 U.S. Chess Champions | Chessdom” (на језику: енглески). Архивирано из оригинала 03. 03. 2016. г. Приступљено 2020-04-29.
2. ↑  „Blitz and Bullet Chess -- The Speedy Way to Play”. The Spruce Crafts (на језику: енглески). Приступљено 2020-04-29.
3. ↑  „FIDE Publishes Rapid and Blitz Rating Lists. Nakamura Heads Both | chess-news.ru”. chess-news.ru. Архивирано из оригинала 19. 05. 2014. г. Приступљено 2020-04-29.
4. ↑  „Corus GM Group B April 2004 Netherlands FIDE Chess Tournament report”. ratings.fide.com. Архивирано из оригинала 27. 03. 2014. г. Приступљено 2020-04-29.
5. ↑  „The Week in Chess 637”. 2011-09-30. Архивирано из оригинала 30. 09. 2011. г. Приступљено 2020-04-29.
6. ↑  „6th Gibraltar Chess Festival, 22-31 January 2008”. 2017-01-10. Архивирано из оригинала 10. 01. 2017. г. Приступљено 2020-04-29.
7. ↑  „HIKARU NAKAMURA WINS 2009 US CHESS CHAMPIONSHIP”. Saint Louis Chess Club (на језику: енглески). 2009-05-17. Архивирано из оригинала 26. 05. 2024. г. Приступљено 2020-04-29.
8. ↑  „Hikaru Nakamura vs Yury Markovich Shulman (2010) Nakam Out”. www.chessgames.com. Приступљено 2020-04-29.
9. ↑  „Top 100 Players March 2015 FIDE Top players archive”. ratings.fide.com. Архивирано из оригинала 21. 11. 2015. г. Приступљено 2020-04-29.
10. 1 2  „Top 100 Players July 2015 FIDE Top players archive”. ratings.fide.com. Архивирано из оригинала 05. 09. 2015. г. Приступљено 2020-04-29.
11. ↑  „Nakamura takes his third Gibraltar chess title after thrilling sudden-death play-off”. www.gbc.gi (на језику: енглески). Архивирано из оригинала 26. 05. 2024. г. Приступљено 2020-04-29.
12. ↑  „Why Nakamura's Victory is Good for Chess”. www.thechessdrum.net. Приступљено 2020-04-29.
13. ↑  www.redbull.com https://www.redbull.com/us-en/this-chess-grandmaster-drinks-red-bull. Приступљено 2020-04-29. Недостаје или је празан параметар |title= (помоћ)